# المرأة في اليابان

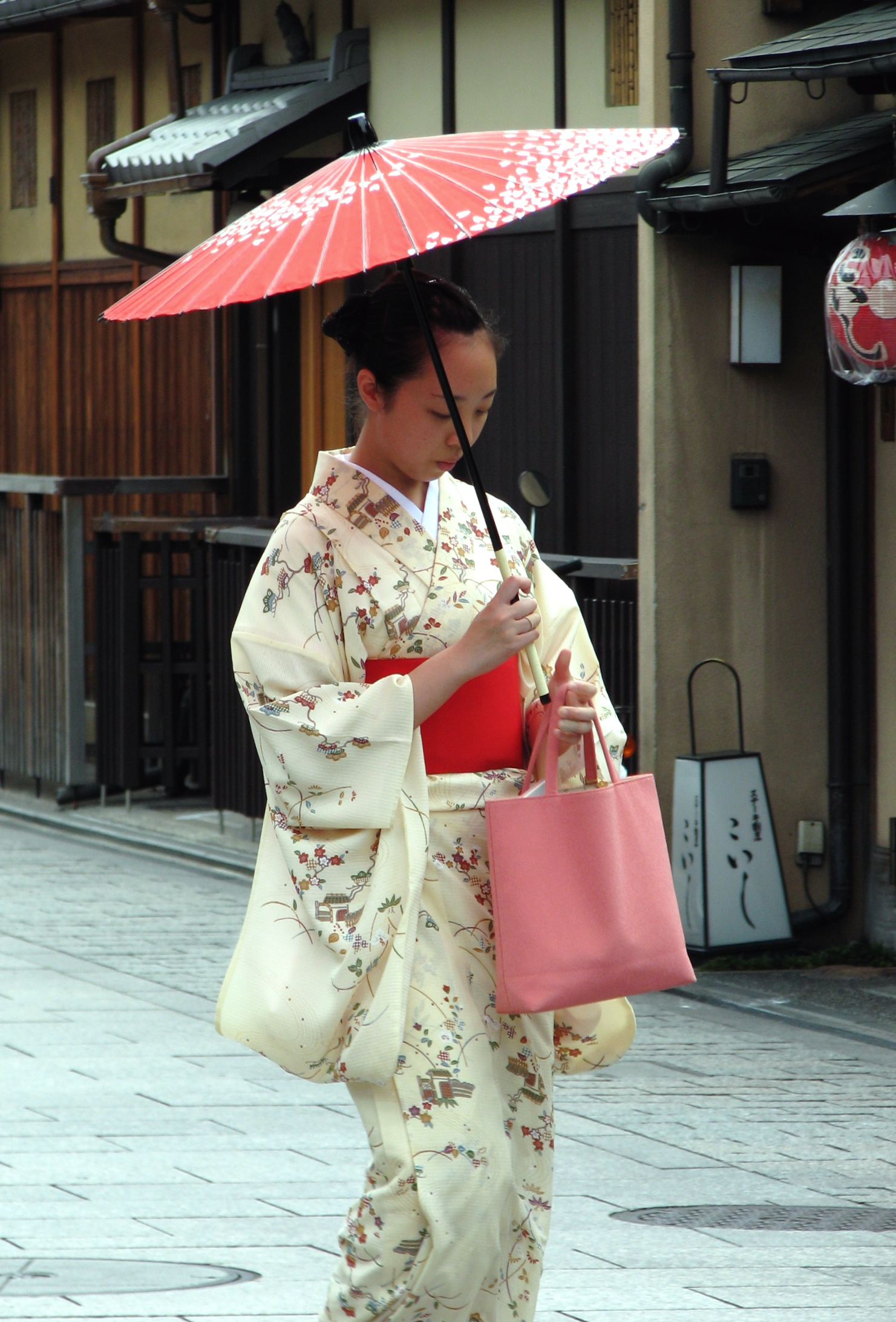
امرأة في ثوب واسع فضفاض، في كيوتو، اليابان

تغيرت حياة النساء في اليابان على مر التاريخ. في حين أنها منحت المزيد من المساواة بعد الحرب العالمية الثانية، وذلك بسبب دستور عام 1947، ومنح حق التصويت، فإنها لا تزال تفتقر إلى المساواة في التعليم ومكان العمل. ومع ذلك، في القرن ال21، فقد تم الانضمام إلى القوى العاملة في زيادة أعداد وتكتسب المزيد من الخبرات والفرص التعليمية. ومع ذلك، المرأة اليابانية لا تزال تواجه مسألة ثقافة العمل التي يهيمن عليها الرجال.

## التاريخ الثقافي

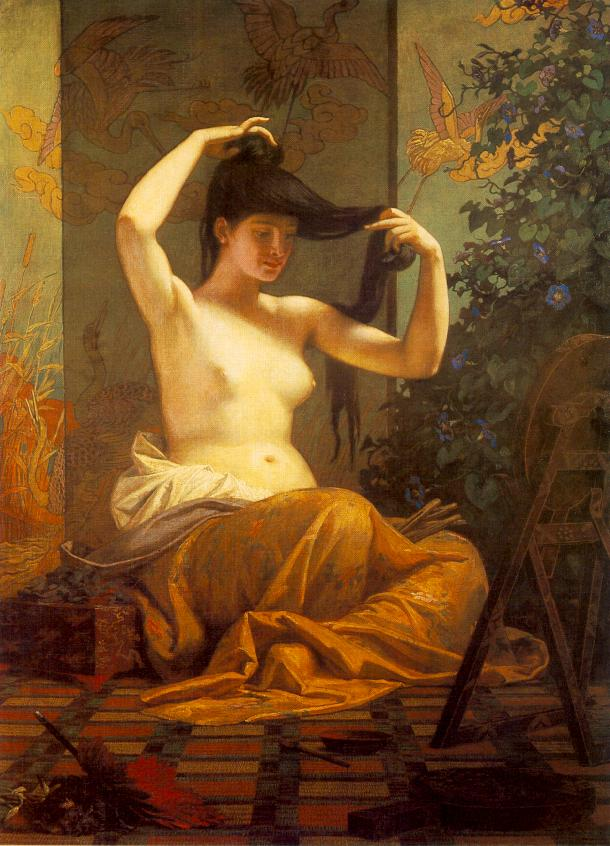
تصويرات لنساء يابانيات في أواخر القرن التاسع عشر/أوائل القرن العشرين، امرأة بملابس حمراء (1912) وتحت ظل شجرة (1898) لكورودا سيكي. امرأة يابانية (1903) للفنان المجري بيرتالان سيكيلي.

كان ينظر إلى الجنس كان مبدأ هام من الطبقات عبر التاريخ الياباني، ولكن في ضوء الاكتشافات الحديثة هذا يجري استجوابه. وقد تفاوتت وضع الثقافي من الفروق بين الجنسين على مر الزمن وبين مختلف الطبقات الاجتماعية. في القرن الثامن كانت اليابان الأباطرة الإناث، وفي القرن الثاني عشر (فترة هييآن)، على سبيل المثال، النساء في اليابان يمكن أن يرث ممتلكات بأسمائهن وإدارة من قبل أنفسهم: «يمكن للمرأة التملك، يكون تعليما، وسمح لل، إذا منفصلة، لاتخاذ عشاق»(كذا). وهناك أيضا أدلة من النساء اللاتي يشغلن مناصب رفيعة في المجتمع خلال فترة كاماكورا، والسجلات التي كتبها المبشر البرتغالي لويس Fróis من القرن ال16 ترك يصف كيف يمكن للمرأة اليابانية في ذلك الوقت يمكن أن يختار الزواج والطلاق بحرية، وإجراء عمليات الإجهاض، وكان فتح علاقات جنسية. ويعتقد الآن أنه بسبب تأثير الأرواحية Shintoist والنساء والجماع اعتبرت الإلهي في اليابان القديمة.
وكان من أواخر فترة ايدو أن وضع المرأة بدأ لتخفيف. خلال فترة ميجي والتصنيع والتحضر قلل من سلطة الآباء والأزواج، ولكن في الوقت نفسه نفى قانون ميجي المدنية عام 1898 (وتحديدا في إدخال نظام «أي») حقوق المرأة القانونية وأذعنت لهم إرادة المنزلية رؤساء، على الرغم من بعض الأدلة قد حان للضوء في الآونة الأخيرة تشير إلى أن النظام الأبوي في الوقت الذي كان إلى حد كبير لتظهر (وصفه بأنه "tatemae") والتي ما زالت الجنسين متساوية إلى حد كبير.
بعد الحرب العالمية الثانية، أعيد تحديد الموقف القانوني للمرأة من قبل سلطات الاحتلال، الذين كان من بينهم شرط المساواة في الحقوق في دستور عام 1947 والقانون المدني المعدل لعام 1948. حقوق فردية أعطيت الأسبقية على التزام الأسرة. وتكفل للمرأة وكذلك الرجل الحق في اختيار الزوجين والمهن، في الميراث والملكية الخاصة بأسمائهن، وتحتفظ بحضانة أطفالهن. قدمت الحكومة اليابانية النساء اليابانيات في الدعارة لقوات الاحتلال المتحالفة في شكل جمعية الترفيه واللهو.
وتم اجلاء المستعمرين اليابانيين إرسالها إلى مانشوكو ومنغوليا الداخلية خلال الحرب الصينية اليابانية الثانية جزئيا في نهاية الحرب، مع الرجال في الغالب اليابانية العودة إلى اليابان. غالبية اليابانيين تركت وراءها في الصين هم من النساء، وهذه المرأة اليابانية معظمهم من الرجال الصينيين متزوج وأصبحت تعرف باسم «زوجات الحرب الذين تقطعت بهم السبل» (zanryu فوجين). لأن لديهن أطفال يولدون من الرجال الصينيين، وكانت النساء اليابانيات لا السماح لاستقدام أسرهم الصينية يعود معهم إلى اليابان حتى معظمهم من بقي. القانون الياباني الأطفال يسمح فقط يولدون من آباء اليابانية لتصبح مواطنين يابانيين.
تم منح المرأة حق التصويت في عام 1946. وهذا ما سمح لهم قدرا أكبر من الحرية، والمساواة مع الرجل، ومكانة أعلى في المجتمع الياباني. فتحت إصلاحات أخرى بعد الحرب العالمية الثانية مؤسسات التعليم للنساء وتتطلب حصول المرأة على الأجر المتساوي عن العمل المتساوي. في عام 1986 تولى قانون تكافؤ فرص العمل المفعول. من الناحية القانونية، لا تزال بعض العوائق التي تحول دون مشاركة المرأة على قدم المساواة في حياة المجتمع. ومع ذلك، اجتماعيا أنها لا تزال تفتقر الفرص في سوق العمل بسبب ساعات العمل الطويلة والهيمنة في مكان العمل من قبل الرجال.

## التعليم والقوى العاملة
وزادت الفرص التعليمية للمرأة في القرن ال20. بين العمال الجدد، وكان 37٪ من النساء تلقت في عام 1989 التعليم ما بعد المدرسة العليا الثانوية، مقارنة مع 43٪ من الرجال، ولكن قد تلقى معظم النساء تعليمهم الجامعي في الكليات والمدارس الفنية وليس في الجامعات والمدارس العليا (انظر التعليم في اليابان).
هناك جيل جديد من النساء المتعلمات في الظهور، التي تسعى للحصول على مهنة كامرأة تعمل بلا زوج أو الأطفال. المرأة اليابانية ينضمون إلى قوة العمل بأعداد لم يسبق لها مثيل. في عام 1987 كان هناك 24.3 مليون مرأة العاملة (40٪ من القوى العاملة)، وأنها تمثل 59٪ من الزيادة في العمالة من 1975 إلى 1987. كما تعتبر نسبة مشاركة النساء في القوى العاملة (نسبة الذين يعملون على كل وارتفعت النساء الذين تتراوح أعمارهم بين الخامسة عشرة وما فوق) من 45.7٪ في عام 1975 إلى٪ 50.6 في عام 1991، ومن المتوقع أن تصل إلى 50٪ بحلول عام 2000.
في عام 1990 شارك ما يقرب من 50٪ من جميع النساء أكثر من خمسة عشر عاما في القوة العاملة بأجر. في ذلك الوقت، كان اثنان تغييرات كبيرة في قوة العمل النسائية جارية. كان أول خطوة بعيدا عن العمل القائم على الأسرة. وكان الفلاحات وتلك من العائلات التجارية والحرفية عملت دائما. مع العمل الحر أصبح أقل شيوعا، على الرغم من أن المزيد من النمط المعتاد الفصل بين المنزل ومكان العمل، وخلق مشاكل جديدة لرعاية الطفل، ورعاية المسنين، والمسؤوليات التدبير المنزلي. كان التغيير الرئيسي الثاني لزيادة مشاركة النساء المتزوجات في القوى العاملة.
في الخمسينات، وكان معظم الموظفين الشابات واحد؛ قد تزوج 62٪ من القوى العاملة النسائية في عام 1960 كان أبدا. في عام 1987 تزوجت حوالي 66٪ من القوى العاملة النسائية، وقدم 23٪ فقط حتى النساء اللاتي يتزوج قط. واصلت بعض النساء في العمل بعد الزواج، في معظم الأحيان في وظائف مهنية والحكومة، ولكن كانت أعدادهم صغيرة. بدأت آخرين مشاريعهم الخاصة أو استولت على الشركات العائلية.

### التغييرات في المجتمع الياباني ومكان العمل
أكثر شيوعا، وغادرت المرأة العاملة بأجر بعد الزواج، ثم عاد بعد كان أصغر أطفالهم في المدارس. استغرق هؤلاء المجندين في منتصف العمر عموما أو خدمة أو مصنع بدوام جزئي وظائف منخفضة الأجر. أنها لا تزال لديه المسؤولية الكاملة عن المنزل والأطفال، وغالبا ما يبرره عملهم امتدادا لمسؤولياتها لرعاية أسرهم. على الرغم من الدعم القانوني للمساواة وبعض التحسن في وضعهم، فهم النساء المتزوجات أن الوظائف أزواجهن طالبت ساعات طويلة والالتزام الشديد. لأن المرأة حققت ما معدله 60٪ بقدر الرجال، فإن معظم لم تجد أنه من المفيد أن تأخذ بدوام كامل، وظائف المسؤولة بعد الزواج، إذا كان ذلك لم يترك واحد لإدارة الأسرة ورعاية الأطفال.
وضع المرأة في القوى العاملة تتغير في أواخر 1980s، على الأرجح نتيجة للتغيرات الناجمة عن شيخوخة السكان (انظر المسنون في اليابان). أطول متوسط العمر المتوقع، وأسر أصغر مولود تتزاحم، وخفضت توقعات يتلقون الرعاية في الشيخوخة أطفالهم جميعا أدى المرأة على المشاركة بشكل أكبر في القوة العاملة. في نفس الوقت، وفرص العمل في خدمة الاقتصاد بعد المرحلة توسعت، وكانت هناك عدد أقل من الخريجين الذكور جديد لملء هذه الشواغر.
بعض من نفس الديموغرافية عوامل انخفاض معدلات المواليد وارتفاع متوسط العمر المتوقع أيضا تغيير المطالب في مكان العمل على أزواجهن. على سبيل المثال، الرجال تعترف حاجتهم لنوع مختلف من العلاقة مع زوجاتهم تحسبا لفترات طويلة postretirement.
يجري تحديث وضع المرأة اليابانية. اليوم، المواقف الاجتماعية والاقتصادية للمرأة تتغير، وكذلك السياسة الخطابية المحيطة الأمهات في اليابان المعاصرة. وقد ركزت نسوية علماء في اليابان على مضمون النصوص الثقافية في انتقادات من النوع الاجتماعي في بلادهم بدلا من التفاوض والتفسير من قبل المستهلكين وسائل الإعلام.

## المرأة والعمل في القرن الحادي والعشرين في اليابان
خلال القرن ال21، اكتسبت النساء اليابانيات مزايا وخطوات كبيرة في مكان العمل. إنهم يعملون الآن بأعداد لم يسبق لها مثيل، وهي نسبة أعلى من العمل population.However أميركا الإناث، والمشكلة هي أنهم لا يتلقون الأجر المتساوي بالمقارنة مع الرجال في اليابان. تميل ساعات نموذجية أيضا لصالح الرجال في أن معظم الوظائف تتطلب يوم عمل طويل. كمؤلف Soble من صحيفة نيويورك تايمز يشير، في الوقت الحاضر، «تكسب المرأة اليابانية أقل من 40 في المئة من الرجال في المتوسط، وتحتل واحدة فقط في 10 مناصب على مستوى الإدارة.»
الأمهات في نهاية المطاف التسرب من العمل أو التقاط بعض الوقت، والوظائف ذات الأجور المتدنية لأنهم يحتاجون لرعاية أطفالهم، ولا يمكن تكريس ساعات العمل الطويلة تتطلب معظم الوظائف. رعاية الأسرة وما زال ينظر إلى الأسرة باعتبارها دور غالبيتهم من النساء. حتى مع تحول المزيد من النساء في المجال العام، ومكان العمل، لا تزال الحياة المنزلية خاصة تهيمن عليها النساء. تقليد مربع obento (انظر الإطار بينتو)، حيث الأمهات إعداد وجبات الغداء متقنة لأطفالهم لأخذ إلى المدرسة، ويساعد على إدامة دور الأنثى بأنها واحدة وهذا داخل المنزل ورعاية أطفالها. [9] لا يزال الإناث تميل إلى أن تكون ل منها رعاية الأطفال والمنزل وبالتالي مع هذا الواجب وضع تجاههم، ويعتبر العمل أمرا ثانويا. عندما تبدأ العدسة إلى التحول حتى يتسنى للمرأة والرجل على حد سواء يمكن الواجبات حصة رعاية الحياة المنزل ومكان العمل وبعد ذلك سوف نرى بين الجنسين المساواة مجتمع أكثر، حيث الأدوار بين الجنسين ليست محددة جدا وتحد.
وعلاوة على ذلك، يقول بعض الاقتصاديين أنه إذا مزيد من النساء كانوا يعملون، اليابان سيكون له حجم القوة العاملة، وسوف حقوقهم الاقتصادية تتحسن. كما يقول المقال، «اليابان تستخدم سوى نصف سكانها، فكيف يمكن أن تتنافس دوليا؟». نظام دعم أفضل أو جدول العمل اليومي أقصر يحتاج إلى وضعها في مكان بحيث أن مكان العمل لا تحبذ الرجال أو النساء المحرومين من الأطفال ولكن الأمهات أيضا. ثم المزيد من النساء ستكون قادرة على المساهمة في الاقتصاد، ونأمل زيادة النمو الاقتصادي.
بالإضافة إلى ذلك، النساء صعوبة في الحصول على قدما أو تكريس الوقت للبعد الاجتماعي ساعة مكتب، جزءا هاما من العمل في مجالات معينة. وهذا من شأنه أن يسبب لهم لا يقبل المهمة التي لن تسمح لهم على حد سواء رعاية الأطفال وعملهم. أيضا، رجالا أو الآباء الذين يعملون تخضع لبعد ساعات العمل وكذلك وبالتالي لن تكون قادرة على رعاية أطفالهم قدر، وترك النساء في مكان لدينا لرعاية أطفالها والعمل أقل (انظر salaryman). في حين حققت اليابان تقدما في نوعية الجنسين في مكان العمل، لا تزال هناك التدابير التي يجب القيام بها حتى يتسنى للأسر التي لديها أطفال لديهم فرصة واقعية من وجود كلا الوالدين العمل بدوام كامل في حين لا تزال تربية الأطفال. ساعات عمل أقل، والجداول الزمنية أكثر مرونة، وأقل بعد مكتب الواجبات ساعة، والأجر المتساوي للنساء والرجال يجب أن توضع في المكان للتأكد من أن هذه التغيرات تحدث في مكان العمل - لتحسين الاقتصاد الياباني ككل.

## الجيشا

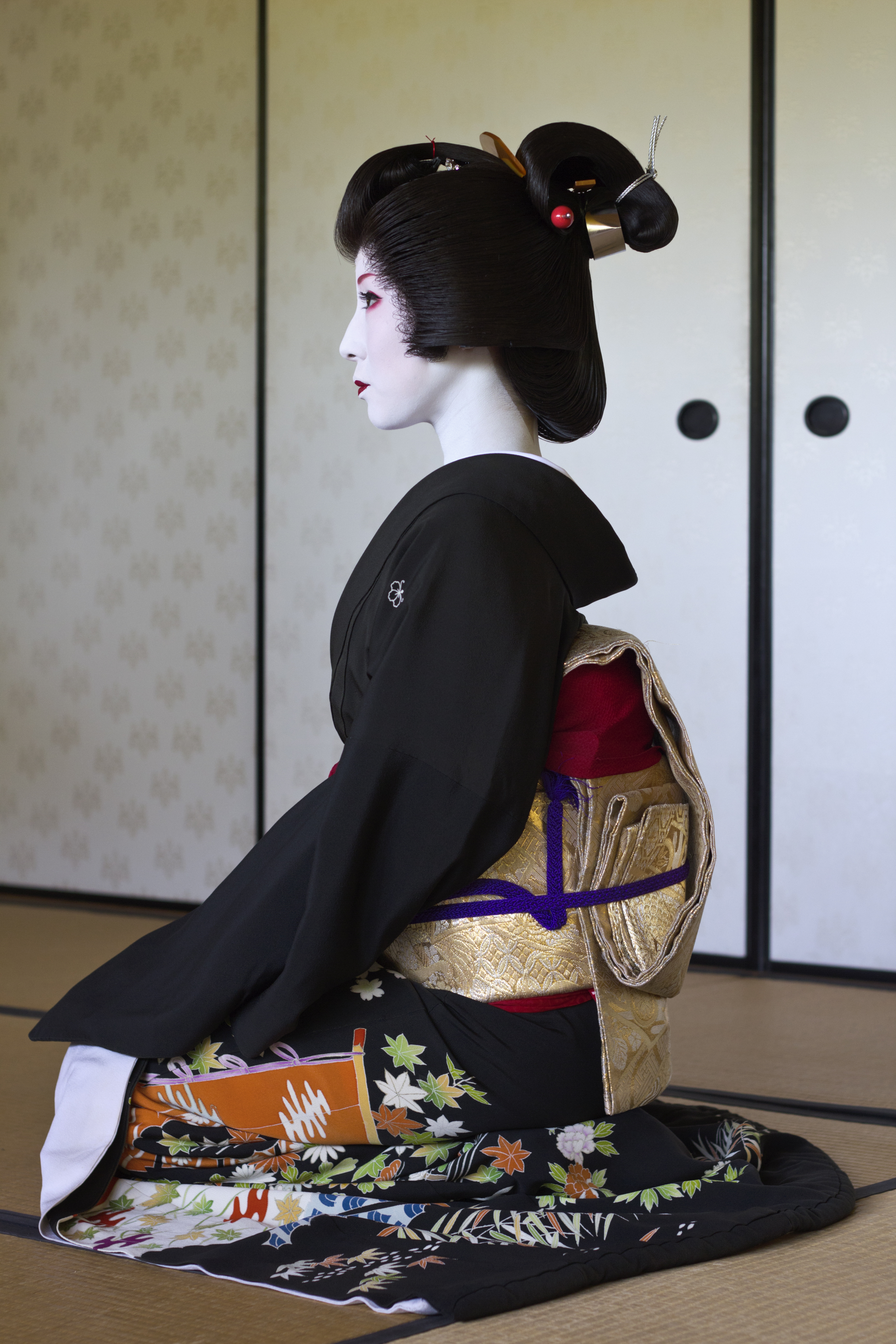
امرأة جيشا تقليدية في كيوتو

في كثير من الأحيان عندما تصور امرأة يابانية، وكثير من الناس يعتقدون من الراقصة-الفنانات الإناث اليابانية التقليدية الذين يقومون بدور مضيفات والتي تشمل المهارات أداء مختلف الفنون اليابانية مثل الموسيقى الكلاسيكية والرقص والألعاب والمحادثة، أساسا للترفيه عن الزبائن الذكور.
عدم الحصول على الخلط بينه وبين المومسات، وأعمال وممارسات الراقصة هي قانونية تماما. الجيشا تختلف من المومسات في نواح كثيرة أيضا، واحد يجري على الطريقة التي ربط أوبي بهم. فتيات الجيشا التعادل OBIS في الجزء الخلفي، وهذا يعني أنهم بحاجة إلى مساعدة لادراك التعادل. أما بالنسبة للبغايا، أنها تعادل OBIS في الجبهة، مما يجعل من السهل بالنسبة لهم أن تقلع وعلى من تلقاء انفسهم.
ويتم تدريب هؤلاء النساء على محمل الجد مجال الترفيه الماهرة. يجب أن تذهب من خلال انطلاق برنامج التدريب من سن مبكرة، وأنها تعمل عادة ما يصل إلى الثمانينات والتسعينات من. المهارات التي تعلم تتراوح من الرقصات الثقافية لتقديم الشاي، وهذه العملية يمكن أن تتخذ في أي مكان من ستة أشهر إلى ثلاث سنوات.
هناك مراحل مختلفة لتصبح الراقصة. ويطلق على الفتاة تحت سن 20 لمايكو. مايكو (حرفيا «فتاة الرقص») هي الجيشا المبتدئ، وهذه المرحلة يمكن أن تستمر لسنوات. مايكو تعلم من هم كبار معلمه الجيشا ومتابعتها لجميع التعاقدات الخاصة بهم. ثم في سن 20-22، والترويج لمايكو إلى الجيشا كاملة في حفل دعا erikae (تحول من ذوي الياقات البيضاء).
ماكياج الجيشا العرفي هو التعرف جدا ومثيرة أن التطبيق يجب أن تكون دقيقة جدا. ومع ذلك، مظهر الجيشا آخذ في التغير من أي وقت مضى طوال حياتها المهنية. ونتيجة لmakio، يتم الفتاة بشدة مع الحاجبين قصيرة ولكن لأنها تحصل على كبار السن وأكثر رسوخا باعتباره geiko، يخفف من ماكياج والحاجبين تنمو لفترة أطول

## روابط خارجية
- Japanese Equal Employment Opportunity Law
- Women in World History